# Bucephalandra
Bucephalandra é um género botânico da família das aráceas.

## Espécies
- Bucephalandra catherineae
- Bucephalandra gigantea
- Bucepholandra magnifolia
- Bucepholandra motteyana